# Eric Cantor
Eric Cantor (ur. 6 czerwca 1963 w Richmond) – amerykański polityk i prawnik. Członek Izby Reprezentantów z Wirginii. Po raz pierwszy wybrany w 2001. Lider Partii Republikańskiej w Izbie Reprezentantów.
W czerwcu 2014 nieoczekiwanie przegrał wewnętrzne prawybory Partii Republikańskiej w swoim okręgu z popieranym przez TEA Party Dave’em Bratem, co oznacza, że nie będzie ubiegał się o reelekcje. Jest pierwszym w historii liderem większości w Izbie Reprezentantów, którzy przegrał prawowybory.